# 坎伯韋爾和佩卡姆 (英國國會選區)

選區在大倫敦的位置

坎伯韋爾和佩卡姆（英語：Camberwell and Peckham），英國國會一自治市選區，包括大倫敦中南部南華克區中部的九個地方選區。
自1997年始設以來的當區議員一直是工黨夏雅雯。在2010年大選中，她以59.2%選票當選連任。